# Вибачте, якщо мало
«Вибачте, якщо мало» (італ. «Scusa se è poco») — італійська кінокомедія режисера Марко Вікаріо з Монікою Вітті, Уго Тоньяцці, Дієго Абатантуоно і Ораціо Орландо у головних ролях, що вийшла 22 вересня 1982 року.

## Сюжет
Фільм складається з двох новел. Історія першої — це взаємини колишнього подружжя, яке знову зустрілося і через свої відносини, що не склалися, готові вбити один одного.
Друга історія оповідає про сімейні стосунки родини, з якої дружина, склала раніше таємно порнороман. З'явився шантажист, який в замін на неоприлюднення роману вимагає від неї 30 хвилин інтимних відносин.

## У ролях
| Моніка Вітті        | ···· | Рената Адорні/Грація Сіріані |
| Дієго Абатантуоно   | ···· | П'єро                        |
| Уго Тоньяцці        | ···· | Карло Реані                  |
| Мауріціо Маттіолі   | ···· | флорист                      |
| Маріо Каротенуто    | ···· | батько Тулліо                |
| Мауро Ді Франческо  | ···· | Філіппо                      |
| Нанда Прімавера     | ···· | мати Тулліо                  |
| Ораціо Орландо      | ···· | Тулліо, чоловік Грації       |
| Фіоренца Марчеджані | ···· | Ізабелла                     |
| Енцо Робутті        | ···· | адвокат                      |

## Знімальна група
| Режисер    | ···· | Марко Вікаріо                                          |
| Сценарій   | ···· | Альдо Де Бенедетті, Франко Маротта, Алессандро Паренцо |
| Продюсер   | ···· | Фульвіо Лучізано, Паоло Вазіле                         |
| Оператор   | ···· | Луїджі Квейлер                                         |
| Композитор | ···· | Даріо Фаріна, Джан П'єро Ревербері                     |
| Художник   | ···· | Джантіто Бурк'єлларо, Патріція Кастальді               |
| Монтаж     | ···· | Альберто Галлітті                                      |